# Mccullochella
Mccullochella es un género de foraminífero bentónico propuesto como sustituto de Milesia e invalidado por ser considerado nombre superfluo de Milesia, el cual fue sustituido por Milesina de la subfamilia Discorbinellinae, de la familia Discorbinellidae, de la superfamilia Discorbinelloidea, del suborden Rotaliina y del orden Rotaliida. Su especie tipo era Milesia differens. Su rango cronoestratigráfico abarca el Holoceno.

## Clasificación
Mccullochella incluía a la siguiente especie:
- Mccullochella differens